# Amanda Röntgen-Maier

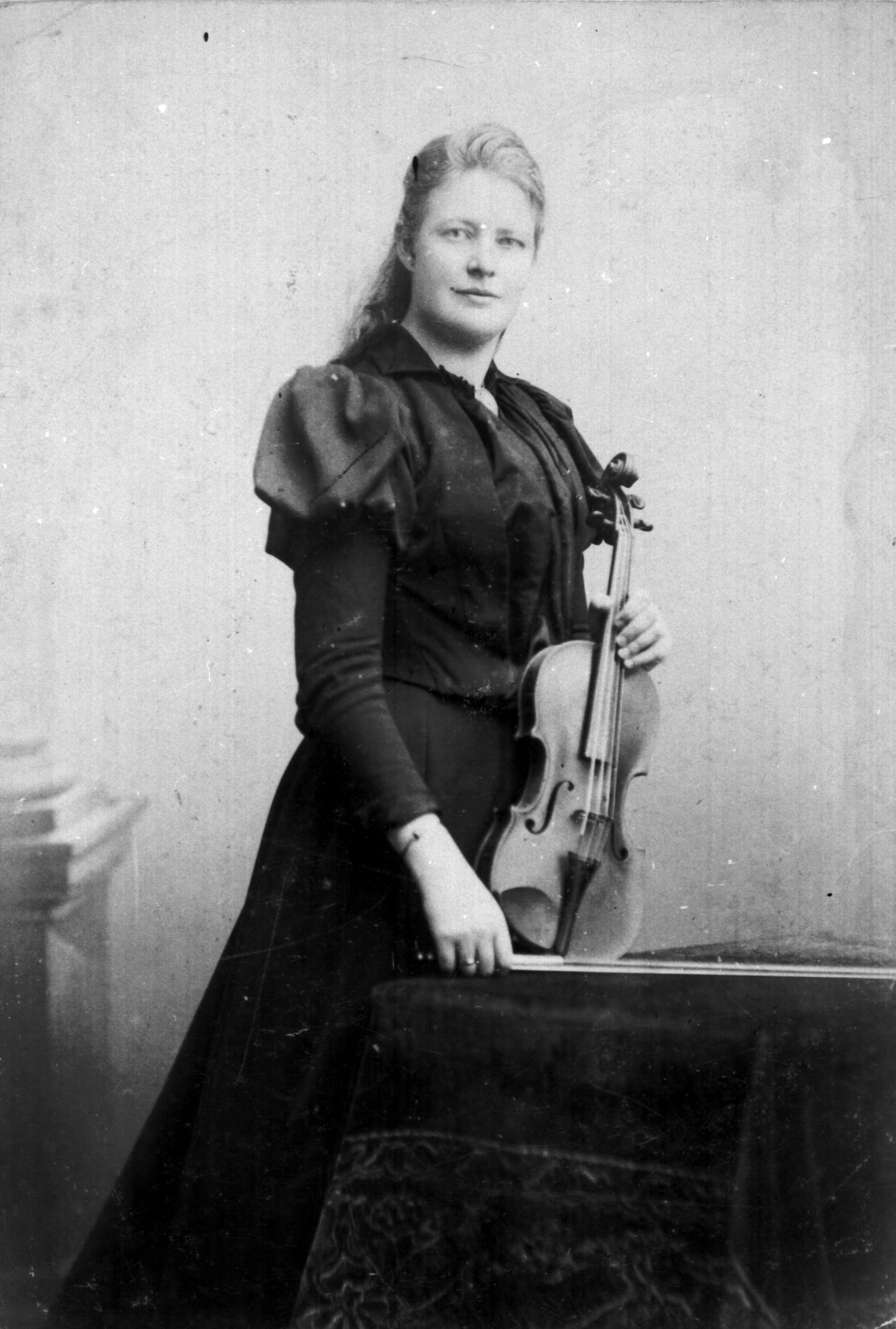
Amanda Röntgen-Maier

Carolina Amanda Erika Röntgen-Maier, geb. Maier (* 20. Februar 1853 in Landskrona; † 15. Juni 1894 in Amsterdam) war eine schwedische Violinistin und Komponistin.

## Leben
Amanda Maier studierte in Leipzig, wo sie auch ihren späteren Gatten, den deutsch-niederländischen Komponisten Julius Röntgen (1855–1932) kennenlernte, den sie 1880 heiratete. Enge Freundschaften verbanden sie mit vielen bedeutenden Komponisten ihrer Zeit, so mit Edvard Grieg und Johannes Brahms.

## Werke (Auswahl)
- Violinkonzert in d-moll
- Klaviertrio in Es-Dur (ca. 1873–74)
- Sonate h-Moll für Klavier und Violine (Verlag: Musikaliska Konstföreningen, Stockholm, 1878)
- Sechs Stücke für Klavier und Violine (Verlag: Breitkopf & Härtel, Leipzig, 1879)
- Julius und Amanda Röntgen: Zwiegespräche: kleine Klavierstücke (Verlag: Breitkopf & Härtel, Leipzig, 1882)